# چونگ هیون جونگ
چونگ هیون جونگ (Chong Hyon-jong) (به هانگول: 정현종) نویسنده و گزارشگر کره جنوبی است.

## زندگی
چونگ هیون جونگ در ۱۷ دسامبر ۱۹۳۹ در سئول به دنیا آمد. در سال ۱۹۶۵ از گروه فلسفه دانشگاه یونسی فارغ‌التحصیل شد. او اخیراً از کرسی استادی در دانشگاه یونسی در سئول بازنشسته شده‌است.

## کاوش شاعرانه
شعر چونگ غزلیات سنتی را بازبینی و بررسی می‌کند. اشعار اولیه او روند غزلیات نهیلیستی و سنتی دوران پس از جنگ را کنار گذاشت تا امکان گذر از درد واقعیت را در رابطه پرتنش بین رویاهای خود و جهان بیرونی کشف کند. حتی زمانی که شعر او به تضاد و کشمکش ایده‌ها یا عناصر متضاد مانند درد و جشن، آب و آتش، سنگینی و سبکی، و غم و شادی می‌پردازد، تنش پویای ذهنیتی را بررسی می‌کند که می‌کوشد درد را به شادی و واقعیت تبدیل کند. او این کاوش شاعرانه را در دفتر شعر دوم و سوم خود، من آقای ستاره هستم (Naneun byeolajeossi) و مانند لوبیا که افتاده و پریده‌است (Tteoreojyeodo twineun gongcheoreom) ادامه داد.

## ترجمه
- روز درخشش (정현종 시선)
- Murmullos de gloria (광휘의 속삭임)
- Poesía coreana واقعی (현대한국시선)

## زبان کره ای
- رویاهای اشیا (Samurui kkum، ۱۹۷۲)
- من آقای ستاره هستم (Naneun byeolajeossi)
- مثل لوبیایی که افتاده و پریده‌است (Tteoreojyeodo twineun gongcheoreom)
- زمان زیادی برای دوست داشتن نیست (Saranghal sigani manchi anta)

## جوایز
- جایزه ادبی یونام (۱۹۹۰)
- جایزه ادبی Midang (۲۰۰۱)
- جایزه کیونگ آهم (۲۰۰۶)